# Samiam (musikalbum)
Samiam är Samiams självbetitlade debutalbum, utgivet 1990 på skivbolaget New Red Archives.

## Låtlista
| Nr  | Titel             | Kompositör                     | Längd |
| --- | ----------------- | ------------------------------ | ----- |
| 1.  | Television        | Loobkoff                       | 1:48  |
| 2.  | Home Sweet Home   | James, Jason                   | 1:53  |
| 3.  | The Bridge        | Jason, Loobkoff, Satch (Aries) | 3:23  |
| 4.  | Sympathy          | Beebout, Brogan                | 2:34  |
| 5.  | Ever Felt Avoided | Jason, Loobkoff                | 2:18  |
| 6.  | Underground       | James, Jason                   | 3:40  |
| 7.  | Speed             | James, Jason                   | 2:14  |
| 8.  | Just Another      | Jason, Loobkoff, Marty         | 1:58  |
| 9.  | Trusty            | Loobkoff                       | 3:09  |
| 10. | Stained Glass     | Jason, Loobkoff                | 3:02  |
| 11. | My Eyes           | Jason, Loobkoff                | 3:43  |
| 12. | Because You Don't | Jason, Loobkoff                | 1:52  |
| 13. | You Looking at Me | Loobkoff                       | 3:03  |
| 14. | Insightful        | Jason, Loobkoff                | 2:04  |
| 15. | Blank Expression  | Jason, Loobkoff                | 3:39  |
| 16. | Early Morning     | James, Jason                   | 3:03  |

### Fotnoter
1. ↑  ”Samiam”. Discogs.com. http://www.discogs.com/Samiam-Samiam/master/265834. Läst 19 april 2012.